# 中村朋美
中村 朋美（なかむら ともみ、1969年10月26日 - ）は、日本のフリーアナウンサー。

## 来歴
鹿児島県出身で、アナウンサーになる前には加世田市（後の南さつま市）や出水市などに住んでいた。鹿児島県立加世田高等学校、鹿児島純心女子短期大学卒業。高校時代の同級生に落語家の林家彦いちがいる。
短大を卒業後、1990年に鹿児島テレビ放送 (KTS) に入社した。
2006年1月に鹿児島テレビを退社し、フリーアナウンサーに転身。鹿児島市内に個人事務所の「office 中村朋美」を設立し、記念式典やイベントの司会、社員研修やセミナーの講師などを中心とした活動を展開している。また、個人を対象に話術とマナーの少人数レッスンを行う「エレガンスサロン とも塾」も主宰する。自身の出身校である鹿児島純心女子短期大学では、毎年1年生を対象にしたマナーセミナーを行っている。

## 担当番組
鹿児島テレビ時代の担当番組のみを記載。脚注の無いデータは、すべて2001年当時の公式プロフィールからの参考。
- KTSスーパータイム[2]
- KTSスーパーニュース - キャスター
- ゆうやけマガジン - MC
- FNNスピーク ローカルパート
- ほっとかごしまスペシャル
- 議長対談
- テレビ県議会[2]
- 話題沸騰!! お茶ドキッ！ - 司会[7]